# 第二次朝鮮スパイ事件
第二次朝鮮スパイ事件（だいにじちょうせんスパイじけん）とは、北朝鮮（朝鮮民主主義人民共和国）によるスパイ事件。1953年（昭和28年）9月20日、警視庁摘発（検挙）。朝鮮戦争さなかの事件である。

## 概要
この事件は、1950年（昭和25年）9月9日に摘発された第一次朝鮮スパイ事件で、日本におけるスパイ組織網を破壊された北朝鮮が組織再編のため、1952年5月、拠点のひとつであったイギリス領香港からパナマ船籍の貨物船に、北朝鮮工作員の大谷正夫こと金一谷（50歳）および工作資金2,000ドルを所持した案内係の連絡員を中国人船員の手引きで潜入させ、同人の船員手帳を用いて福岡県若松市（現、北九州市若松区）の若松港から密入国させたもので、以後、金一谷が第一次スパイ事件で摘発を逃れていた残党工作員や新規獲得の工作員を用いて工作活動を展開していた事件である。金一谷は、社会安全省（内務省）第1処第11部に所属していた。
密入国に成功した金一谷は直ちに京都市に潜入し、近畿地方各地に所在する組織と連絡をとり、合資会社「大谷商店」を立ち上げて同商店の代表大谷正夫として工作活動を行うことした。大谷正夫こと金一谷は、連絡員から受け取った工作資金2,000ドルを携行して東京都に移り、香港から派遣される際に指令を受けていた工作員Aとの接触を試みたもののこれには失敗し、別の工作員Bと連絡を取って、Bから紹介された女性工作員のCをともない、都内に貿易会社「大谷商店」を開設した。Cには東京で自身の身のまわりの世話と連絡係をさせた。
東京での金一谷は、「大谷商店の大谷正夫」として活動し、
- 在日米軍の基地・演習地・諸機関の所在情報その他
- 保安隊（現、陸上自衛隊）および海上警備隊（現、海上自衛隊）の編成・装備・配備状況等

といった軍事関連情報を収集して北朝鮮当局に報告した。
警視庁は、1953年9月20日、金一谷のアジトを急襲し、金と女性工作員Cを逮捕し、同年10月以降1954年1月までの間に、工作員Bを含む6名を次々に検挙した。金一谷については1953年11月から裁判が開始し、1955年（昭和30年）7月7日、最高裁判所において、出入国管理令および外国人登録法違反で懲役1年の判決が下された。金一谷と一緒に密入国した連絡員は、金に先立って逮捕されており、1953年12月22日に大韓民国へ向け強制送還させられた。金一谷は、1957年、北朝鮮に密出国した。